# Teleidosaurus
Teleidosaurus es el género de crocodiliforme marino más basal dentro de la superfamilia Metriorhynchoidea, y es conocido de los períodos Bajociano y Bathoniense del Jurásico Medio.  El nombre Teleidosaurus significa "lagarto completo", y se deriva del griego teleidos- ("completo") y σαῦρος -sauros ("lagarto").

## Especies
Análisis filogenéticos recientes no apoyan la monofilia de Teleidosaurus, por lo que la única especie reconocida de Teleidosaurus es la especie tipo T. calvadosii. Tanto T. bathonicus como T. gaudryi fueron referidos al género Eoneustes. Todas las especies conocidas proceden del Jurásico medio de Francia.
- La especie tipo fue originalmente nombrada Teleosaurus Calvadosii [sic] por Jacques Amand Eudes-Deslongchamps en 1866;[2] no obstante, fue su hijo, Eugène Eudes-Deslongchamps quien erigió formalmente el nombre Teleidosaurus en el año de 1869[1] para Teleosaurus calvadosii.